# Germandösten
Germandösten zijn twee kleine Zweedse eilandjes behorend tot de Lule-archipel. Ze liggen 4 kilometer ten zuiden van Germandön naar wie ze genoemd zijn. Ze hebben geen oeververbinding en zijn onbebouwd.